# Ram pam pam
Ram pam pam ist ein Lied der dominikanischen Reggaeton- und Latin-Pop-Sängerin Natti Natasha, in Kooperation mit der US-amerikanischen Popsängerin Becky G. Das Stück ist die vierte Singleauskopplung aus ihrem zweiten Studioalbum Nattividad.

## Entstehung und Artwork
Geschrieben wurde das Lied von 13 Autoren, darunter die Interpretinnen selbst – unter ihren bürgerlichen Namen Rebbeca Marie Gómez (Becky G) und Natalia Gutierrez (Natti Natasha) – sowie den Koautoren Ovimael Maldonado Burgos (OMB), Jean Carlos Hernández Espinal (YannC), Juan Manuel Frias (Brasa), Valentina Lópe (Kuinvi), Andrea Mangiamarchi (Elena Rose), Rafael Pina, Justin Rafael Quiles, Ramón Luis Ayala Rodríguez (Daddy Yankee), Francisco Saldaña (Luny), Nino Karlo Segarra und Siggy Vázquez. Luny, Raphy Pina und YannC zeichneten darüber hinaus für die Produktion verantwortlich. Pina war zudem auch an der Abmischung, Aufnahme und dem Mastering beteiligt. Die Abmischung tätigte er zusammen mit Luny und OMB; das Mastering in Zusammenarbeit mit Colin Leonard. Aufgenommen hat Pina das Lied mit Dímelo Ninow und OMB.
Auf dem Frontcover der Single sind – neben Künstlernamen und Liedtitel – Becky G und Natasha zu sehen. Beide tragen sportliche Outfits und befinden sich in einem Umkleideraum. Becky G trägt einen pinken Body und eine ebenfalls pinke Short-Jacket darüber, während sie breitbeinig auf einer Sportbank sitzt. Natasha steht direkt hinter ihr, hat ihre linke Hand auf die Schultern von Becky G gelegt und lehnt sich mit ihrer rechten Hand an einen Spind an. Sie trägt ein rotes Outfit, dass sich aus einer Sporthose, Top und Armstulpen zusammensetzt. Auf dem Top findet sich der Aufdruck „Natti 10“ wieder. Auffallend bei Natasha ist die rausschauende Unterwäsche. Die Fotografie entstand am Filmset zum dazugehörigen Musikvideo und wurde von Ana Karyna Arrieche getätigt.

## Veröffentlichung und Promotion
Die Erstveröffentlichung von Ram pam pam erfolgte als Single am 20. April 2021. Die Single erschien als Einzeltrack zum Download und Streaming durch Pina Records. Der Vertrieb erfolgte durch Sony Latin, verlegt wurde das Lied durch La dura de las duras Publishing, La promesa Publishing, Prescription Songs und Rebbeca Marie Publishing. Am 24. September 2021 erschien Ram pam pam als Teil von Natashas zweitem Studioalbum Nattividad.
Um das Lied zu bewerben, erfolgte unter anderem ein gemeinsamer Liveauftritt von Becky G und Natasha in der Tonight Show mit Jimmy Fallon am 17. Mai 2021. Die Besonderheit hierbei war die weit fortgeschrittene Schwangerschaft von Natasha und dass der Auftritt in einer High School erfolgte. Nach dem Auftritt lud Natasha ein Bild auf ihrem Instagram-Kanal hoch, auf dem Becky G ihren Bauch küsst. Zu ihrem Auftritt schrieb sie, dass sie „stolz“ gewesen sei, „beide Seiten“ von sich auf der Bühne gezeigt haben zu dürfen („I’m so proud to represent both sides of myself on this stage“).

## Hintergrundinformation
Bei Ram pam pam handelt es sich bereits um die dritte Zusammenarbeit zwischen Becky G und Natasha. Zum ersten Mal arbeiteten die beiden für ihre gemeinsam Single Sin pijama zusammen. Das Lied erschien erstmals am 20. April 2018 als Single und erreichte die Chartspitze in Spanien sowie weitere Chartplatzierungen in der Schweiz und den Vereinigten Staaten. Die Single erhielt unter anderem 38 Platin-Schallplatten für „Latin“-Produkte in den Vereinigten Staaten, womit sie sich alleine dort über 2,2 Millionen Mal verkaufte. Eine Woche nach der Veröffentlichung von Sin pijama erschien mit Dura (Remix) die nächste Singleauskopplung von Becky G und Natasha am 27. April 2018. Dabei handelt es sich um einen Gastbeitrag, wobei sie zusammen mit Bad Bunny Daddy Yankee unterstützen, von dem das Original stammt. Die Verkäufe des Remix werden denen des Originals hinzuaddiert, wodurch dieser keine eigenständigen Chartplatzierungen erzielen konnte. Das Original avancierte unter anderem zum Nummer-eins-Hit in Spanien.
Natasha selbst gab in einem Interview an, dass ihre gemeinsame Single Sin pijama zu einer „Hymne für alle Frauen“ geworden sei. Sie sei „so stolz“ darauf, erneut mit Becky G zusammenarbeiten zu können, jemanden den sie „schätzt“ und „bewundert“. Weiter führte sie an, dass sie davon überzeugt sei, hiermit weiterhin Barrieren für Frauen in dieser „Industrie“ einreisen zu können. Natasha selbst beschrieb Ram pam pam als ein „ermächtigendes“ Lied und „perfekt“ um es mit Freunden zu genießen. Becky G teilte hierzu, dass Frauen sich zusammentun müssten und nicht gegeneinander konkurrieren. In einer „Einheit“ gäbe es „Stärke“ und das hätten sie und Natasha mit hiermit gezeigt.

## Inhalt
Der Liedtext zu Ram pam pam ist mit der Ausnahme einer englischsprachigen Zeile in spanischer Sprache verfasst. Die Musik und der Text wurden gemeinsam von Brasa, Becky G, Kuinvi, Luny, Natti Natasha, OMB, Rafael Pina, Justin Rafael Quiles, Elena Rose, Nino Karlo Segarra, Siggy Vázquez, Daddy Yankee, YannC geschrieben beziehungsweise komponiert. Musikalisch bewegt sich das Lied im Bereich des Latin Pops und des Reggaeton. Das Tempo beträgt 97 Schläge pro Minute. Die Tonart ist f-Moll. Inhaltlich geht es im Lied um Geborgenheit, Selbstliebe und Unabhängigkeit.
Aufgebaut ist das Lied auf einem Intro, zwei Strophen, einem Refrain und einem Outro. Es beginnt zunächst mit dem Intro, das sich aus der sich wiederholenden Zeile „Lelo-lelo-lai“ zusammensetzt. Hierbei handelt es sich um ein Sample von KSHMRs Latin Vocal 25 Male Melody 133 Em. Nach dem Intro steigt das Lied mit dem Refrain ein, der mit dem sogenannten „Pre-Chorus“ beginnt, ehe der eigentliche Hauptteil einsetzt. Am Anfang des Pre-Chorus findet sich mit „What you gonna do?“ (englisch für „Was wirst du machen?“) die einzige englischsprachige Zeile im Lied wieder. Während der Pre-Chorus von beiden Sängerinnen interpretiert wird, wird der Hauptteil nur von Natasha gesungen. An den ersten Refrain schließt sich die von Natasha gesungene erste Strophe an. Nach der ersten Strophe setzt wieder der Refrain ein, der diesmal sofort mit dem Hauptteil beginnt, dafür aber mit dem sogenannten „Post-Chorus“ endet. Der Hauptteil wird von Becky G und Natasha, der Post-Chorus nur von Natasha gesungen. Der gleiche Vorgang wiederholt sich mit der zweiten Strophe, wobei der Post-Chorus des dritten Refrain diesmal von beiden interpretiert wird. Im zweiten Refrain findet sich die Zeile „Llora, nene, llora, llora“ (spanisch für „Weine, Baby, weine, weine“) wieder, eine Adaption aus Ella me levantó von Daddy Yankee. Danach endet das Lied mit dem Outro, das sich aus den wiederholenden Zeilen „Natti Nat, yeah-yeah, Natti Nat, Natti Nat“ und „Becky G, Becky-Be, Be, Be“ zusammensetzt und von beiden Sängerinnen gesungen wird.
| „Y tengo un novio nuevo que me hace. Ram-pam-pam-pam-pam. No me busques, que aquí no queda na’, na’ de na’. Me hace. Ram-pam-pam-pam-pam. Tengo otro que me lleva a la disco a perrear.“ – Refrain, Originalauszug | „Und ich hab’ einen neuen Freund, für den mache ich. Ram-pam-pam-pam-pam. Such mich nicht, hier gibt's nichts für dich, gar nichts. Ich mache. Ram-pam-pam-pam-pam. Ich habe noch einen, der mich mit in die Disco nimmt.“ – Refrain, Übersetzung |

## Musikvideo
Das Musikvideo zu Ram pam pam wurde in Miami gedreht und feierte seine Premiere auf YouTube am 21. April 2021. Es beginnt mit Becky G, die zunächst die schlafende Natasha im Auto weckt, wonach sich beide auf den Weg machen. Bei dieser Szene handelt es sich um die Fortsetzung von Natashas vorherigem Musikvideo zu Las nenas, wo sie von Becky G nach einer Partynacht am Morgen abgeholt wird. Danach sind die beiden fortan in einem Basketball-Stadion zu sehen, wo sie an verschiedenen Schauplätzen das Lied aufführen. Man sieht sie immer wieder im Wechsel alleine, zu zweit oder im Kollektiv mit weiteren Tänzerinnen. Das Video endet mit Becky G und Natasha, die mit ihren Tänzerinnen vor einer Männerschaft stehen, während Natasha einem der Männer den Ball zuwirft. Bei dem Fänger handelt es sich um den US-amerikanischen Latin-Pop-Sänger Prince Royce, der einen Cameoauftritt hat. Die Gesamtlänge des Videos beträgt 3:38 Minuten. Regie führte der Dominikaner Daniel Duran. Bis Januar 2024 zählte das Video über 731 Millionen Aufrufe bei YouTube.

## Mitwirkende
Liedproduktion
- Ovimael Maldonado Burgos (OMB): Abmischung, Komponist, Liedtexter, Tonmeister
- Jean Carlos Hernández Espinal (YannC): Komponist, Liedtexter, Musikproduzent
- Juan Manuel Frias: Komponist, Liedtexter
- Rebbeca Marie Gómez (Becky G): Gesang, Komponist, Liedtexter
- Natalia Gutierrez (Natti Natasha): Gesang, Komponist, Liedtexter
- Colin Leonard: Mastering
- Valentina López: Komponist, Liedtexter
- Andrea Mangiamarchi (Elena Rose): Komponist, Liedtexter
- Dímelo Ninow: Tonmeister
- Rafael Pina: Abmischung, Komponist, Liedtexter, Mastering, Musikproduzent, Tonmeister
- Justin Rafael Quiles: Komponist, Liedtexter
- Ramón Luis Ayala Rodríguez (Daddy Yankee): Komponist, Liedtexter
- Francisco Saldaña (Luny): Abmischung, Komponist, Liedtexter, Musikproduzent
- Nino Karlo Segarra: Komponist, Liedtexter
- Siggy Vázquez: Komponist, Liedtexter

| Unternehmen - La dura de las duras Publishing: Verlag - La promesa Publishing: Verlag - Pina Records: Musiklabel - Prescription Songs: Verlag - Rebbeca Marie Publishing: Verlag - Sony Latin: Vertrieb | Visualisierung - Ana Karyna Arrieche: Fotograf (Cover) - Daniel Duran: Regisseur (Musikvideo) |

## Rezeption

### Preise
Am 22. Juni 2021 wurde Ram pam pam mit einem Premios Juventud in der Kategorie „Girl Power“ ausgezeichnet. Das Duo setzte sich unter anderem gegen Rico Nasty und Kali Uchis (¡Aquí yo mando!), Mariah Angeliq und Karol G (El makinon) oder auch Billie Eilish und Rosalía (Lo vas a olvidar) durch.

### Rezensionen
Das Out-Now-Magazine betitelte Ram pam pam unter anderem als neue Latin-Hymne („New Latin Anthem“), „Hot-Single“ oder auch Sommer-Hymne („Summer Anthem“). Becky G und Natasha beschrieben sie als perfekte Kombination („perfect combination“). Der Titel würde den beiden helfen, ihre Emanzipations-Bewegung, die sie gestartet haben, fortzuführen. Den Text beschrieb das Magazin als eingängig („Catchy“), die Musik als elektrisierend („electrifying“).

### Charts und Chartplatzierungen
Ram pam pam verfehlte den Einstieg in die US-amerikanischen Billboard Hot 100, platzierte sich jedoch auf Rang 20 der Bubbling Under Hot 100, dem Pendant zu den deutschen Single-Trend-Charts. Darüber hinaus platzierte sich das Lied in mehreren Genrecharts im Latinbereich, unter anderem an der Chartspitze der Latin-Airplay- und Latin-Rhythm-Airplaycharts sowie Rang zwölf der Hot Latin Songs. In Europa konnte sich die Single mitunter in Spanien platzieren, wo sie mit Rang 16 die beste Chartnotierung verzeichnete. Darüber hinaus belegte Ram pam pam die Chartspitze der Airplaycharts in El Salvador.
| ChartsChartplatzierungen | Höchstplatzierung | Wochen |
| ------------------------ | ----------------- | ------ |
| Spanien (Promusicae)     | 16 (25 Wo.)       | 25     |

### Auszeichnungen für Musikverkäufe
Ram pam pam erhielt unter anderem eine vierfache Platin-Schallplatte für „Latin“-Produkte in den Vereinigten Staaten am 16. September 2021. Darüber hinaus erreichte das Lied Doppelplatin in Spanien sowie 3-fach-Gold-Status in Mexico. Insgesamt erhielt das Lied weltweit drei Goldene und acht Platin-Schallplatten für über 640.000 verkaufte Einheiten.
| Land/Region               | Auszeichnungen für Musikverkäufe (Land/Region, Auszeichnung, Verkäufe) | Verkäufe |
| ------------------------- | ---------------------------------------------------------------------- | -------- |
| Italien (FIMI)            | Gold                                                                   | 35.000   |
| Kolumbien (ASINCOL)       | Gold                                                                   | 5.000    |
| Mexiko (AMPROFON)         | 3× Gold                                                                | 210.000  |
| Spanien (Promusicae)      | 2× Platin                                                              | 80.000   |
| Vereinigte Staaten (RIAA) | 4× Platin                                                              | 240.000  |
| Zentralamerika (CFC)      | Platin                                                                 | 70.000   |
| Insgesamt                 | 3× Gold · 8× Platin ·                                                  | 640.000  |

## Ram pam pam (Remix)

### Entstehung und Veröffentlichung
Bei Ram pam pam (Remix) handelt es sich um eine Coverversion des Originals, bei der Becky G und Natasha von der deutschen Sängerin Vanessa Mai unterstützt wurden. Der Remix beinhaltet, im Vergleich zum Original, teilweise deutschsprachige Textzeilen. Neben den ursprünglichen Autoren treten hierbei zusätzlich Jules Kalmbacher, Mai und Jens Schneider als weitere Koautoren auf, die für den deutschsprachigen Text verantwortlich waren. Kalmbacher und Schneider zeichneten bei der Remixversion auch gemeinsam für die Abmischung und das Mastering zuständig, neben den beteiligten des Originals. Kalmbacher übernahm darüber hinaus auch die deutschsprachigen Aufnahmen.
Die Erstveröffentlichung von Ram pam pam (Remix) erfolgte als Single am 7. September 2021. Wie das Original erschien diese als Einzeltrack zum Download und Streaming durch Pina Records. Vertrieben und verlegt wurde das Stück durch die gleichen Organisationen wie das Original.

### Inhalt
Der musikalische Aufbau ist identisch zum Original, lediglich die Interpretationsabfolge wurde geändert und einige spanischsprachige Textfragmente ins Deutsche umgeschrieben. Der erste Pre-Chorus wird von Mai und Natasha gesungen, wobei Mai den ehemaligen Teil von Becky mit einem neuen deutschsprachigen Text singt. Der Text wurde wie folgt umgeschrieben:

„Que me trata feo. Ya no me pongo triste si no te veo, Tú mismo te la buscaste, Ya mi corazón no te ruega, se volvió ateo.“

„Ey, Baby, wir sind jetzt finito. Kein’n Bock mehr auf die Filme, die du schiebst, no. Ich will nicht mehr wissen, was du machst. Weil jedes Wort von dir nur eine Lüge war.“

Der Hauptteil des ersten Refrains wird größtenteils weiterhin von Natasha gesungen, Mai übernimmt nur die letzte Zeile, die von „Tengo otro que me lleva a la disco a perrear“ zu „Es ist vorbei, Baby, du hast nur noch ram-pam-pam-pam-pam“ übersetzt wurde. Die erste Strophe stammt zu Beginn von Becky G, am Ende übernimmt Mai die letzten vier Zeilen, mit einem ebenfalls neu verfassen deutschsprachigen Text:

„’Tás viendo a todo’ estos aquí. ’Tán haciendo fila toíto’ pa’ mí. Quiere negarlo, lo sé, ya entendí. Estoy mejor sin ti.“

„Mhh, adiós, es ist vorbei. Selbst meine Mailbox sagt dir bye-bye. Nummer blockiert, hör’ nicht mehr, wie du weinst. Tut mir nicht leid.“

Beim zweiten Refrain singt Mai zusammen mit Natasha das sich wiederholende „Ram-pam-pam-pam-pam“ und erneut die Abschlusszeile „Es ist vorbei, Baby, du hast nur noch ram-pam-pam-pam-pam“. Am Ende der zweiten, von Natasha gesungenen Strophe, übernimmt Mai erneut die Abschlusszeile „Es ist vorbei, Baby, du hast nur noch (Lelo-lole, lelo-lole)“. Während des letzten Refrain ist Mai nochmals mit Natasha beim wiederholenden „Ram-pam-pam-pam-pam“ zu hören.

### Musikvideo
Das Musikvideo zu Ram pam pam (Remix) feierte seine Premiere auf YouTube am 17. September 2021. Es handelt sich dabei um das gleiche Musikvideo wie zum Original, nur das zusätzliche Szenen von Mai eingearbeitet wurden. Mai sieht man dabei ebenfalls an verschiedenen Schauplätzen in einem Basketball-Stadion, wo sie alleine das Lied aufführt. Die Gesamtlänge des Videos beträgt 3:27 Minuten. Regie führte erneut Daniel Duran. Bis Januar 2024 zählte das Video über 940 Tausend Aufrufe bei YouTube.